# 人世坐
人世坐（じんせいざ）は、かつて東京都豊島区の池袋駅東口近く（現在の東京信用金庫本店）にあった映画館。

## 概要
サンカ（山窩）小説で知られた作家の三角寛が、第二次世界大戦後の1948年（昭和23年）、まだ一面の焼け野原だった池袋に映画館「人世坐」を建設し2月17日に開業した。名称は「人の世を坐る（まもる）」という三角の信条に由来する。
映画館は、池袋駅東口に近い500坪の敷地に建てられた450名を収容できる木造建築だった。当時の日本はまだGHQによる占領下にあり、公共の場で日章旗の掲揚は禁止されていたが、三角は平気で映画館の屋根の上に日章旗を立てていた。
三角は、封切後わずか4日で上映中止となっていた大島渚監督作品『日本の夜と霧』（松竹）を、大島の『青春残酷物語』と併せて人世坐で特別上映した。この上映をきっかけに大島は映画監督として復活し脚光を浴びることとなった。
徳川夢声をはじめ、吉川英治、井伏鱒二、今日出海ら著名な作家やエッセイストが株主に名を列ね、「文士経営」と言われた。

経営は好調で、名画座としての地位を確立、板橋に弁天坐、同じ池袋に文芸坐を開館させたが、1968年7月に人世坐が閉館、弁天坐も続いて閉館した。文芸坐は1997年まで存続したが、新装後はマルハンの経営になっている。